# Jerónimo de Santa Fe
Jerónimo de Santa Fe, de nombre hebreo Yehoshúa' ben Yosef ibn Vives ha-Lorquí, Josué ha-Lorki o Joshua ben Joseph al-Lorqui, y latino Hieronymus de Sancta Fide (Alcañiz, mediados del siglo XIV - 1419), fue un judeoconverso aragonés, rabino, y médico. Tras su conversión, escribió en latín De iudaicis erroribus ex Talmut (traducido como "Errores y falsedades del Talmud"). Pertenecía a una familia de rabinos y eruditos de Lorca; y también tenía relación de parentesco con el Papa Luna.
En la disputa de Tortosa se le encargó la defensa del cristianismo frente al judaísmo, por su conocimiento de ambas religiones, al ser un converso. Anteriores polemistas contra el judaísmo habían sido, en Francia Nicolás Donin, y en la Corona de Aragón Raimundo Martí (ambos en el siglo XIII).